# Liste des saisons d'On n'est pas couché
 (octobre 2024).
Si vous disposez d'ouvrages ou d'articles de référence ou si vous connaissez des sites web de qualité traitant du thème abordé ici, merci de compléter l'article en donnant les références utiles à sa vérifiabilité et en les liant à la section « Notes et références ».
Cette page présente la liste des saisons de l'émission de télévision française On n'est pas couché présentée par Laurent Ruquier sur France 2.

## Saison 1 (2006-2007)
La première de l'émission s’est déroulée le samedi 16 septembre 2006 en remplacement de l'émission Tout le monde en parle de Thierry Ardisson. Laurent Ruquier est entouré chaque semaine de polémistes et de chroniqueurs humoristiques :
- Éric Zemmour, écrivain, journaliste et polémiste ;
- Michel Polac, journaliste et polémiste remplacé en juin 2007 en raison de son état de santé par l'éditeur et critique littéraire Éric Naulleau ;
- Jean-Luc Lemoine, humoriste chargé de la rubrique du Médiateur de l'émission ; il a aussi brossé le portrait approximatif de quelques invités ;
- Florence Foresti, humoriste qui interprète une fois par semaine un « invité qu’on n’a pas pu avoir » ; elle a interrompu sa participation à l'émission en cours de saison en raison d'un agenda trop chargé puis pour cause de maternité ;
- Mustapha El Atrassi, humoriste qui effectue chaque semaine son tour de table des invités (interrompu également) ;
- Jonathan Lambert, humoriste arrivé en cours de saison pour parer au départ de Florence Foresti. Il interprète chaque semaine un copain de classe d'un des invités.

Lors de la première émission du samedi 16 septembre 2006, 1 680 000 téléspectateurs, soit 40,2 % du public sont présents.

## Saison 2 (2007-2008)
La première de l'émission de la saison s’est déroulée le samedi 8 septembre 2007. Laurent Ruquier est entouré chaque semaine des intervenants suivants :
- Éric Zemmour, écrivain, journaliste et polémiste ;
- Éric Naulleau, écrivain, polémiste, éditeur et critique littéraire
- Jonathan Lambert, humoriste qui interprète chaque semaine un copain de classe d'un des invités ;
- Jean-Luc Lemoine, humoriste chargé de la rubrique du Médiateur de l'émission ; il quitte l'émission à la fin de la saison ;
- Christophe Alévêque, humoriste, venu faire des coups de gueule dans les premières émissions de la saison ;
- Axelle Laffont, humoriste, venue effectuer un happening dans les premières émissions de la saison.

## Saison 3 (2008-2009)
La première de l'émission de la saison s’est déroulée le samedi 6 septembre 2008. Laurent Ruquier est entouré chaque semaine des intervenants suivants :
- Éric Zemmour, écrivain, journaliste et polémiste ;
- Éric Naulleau, écrivain, polémiste, éditeur et critique littéraire ;
- Jonathan Lambert, humoriste qui interprète chaque semaine un copain de classe d'un des invités ;
- Ghislaine Ottenheimer, journaliste d'investigation française, venue remplacer Éric Zemmour, le samedi 9 mai 2009 ;
- Michaël Gregorio, imitateur est venu lors de la première émission de la saison, le samedi 6 septembre 2008.

## Saison 4 (2009-2010)
La première de l'émission de la saison s’est déroulée le samedi 5 septembre 2009. Laurent Ruquier est entouré chaque semaine des intervenants suivants :
- Éric Zemmour, écrivain, journaliste et polémiste ;
- Éric Naulleau, écrivain, polémiste, éditeur et critique littéraire ;
- Jonathan Lambert, humoriste qui interprète chaque semaine un copain de classe d'un des invités.

Les deux nouveautés de la saison incluent des dessins satiriques sur l'actualité sont proposés aux invités avant l'émission, chaque invité en choisit un et le commente sur le plateau ; et « Le mur d'image » où 16 photos de personnalités faisant l'actualité sont présentées et les invités doivent choisir celle qui les intéresse le plus.
Cette saison est celle qui a le plus accueilli de stars internationales de la musique avec entre autres Lady Gaga ou 50 cent.

## Saison 5 (2010-2011)
La saison a démarré le samedi 11 septembre 2010 et s'est terminée le samedi 25 juin 2011. Cette saison était la dernière d'Éric Zemmour et Éric Naulleau. Laurent Ruquier est entouré chaque semaine des intervenants suivants :
- Éric Zemmour, écrivain, journaliste et polémiste ;
- Éric Naulleau, écrivain, polémiste, éditeur et critique littéraire ;
- Jonathan Lambert, humoriste qui interprète chaque semaine un personnage lié à un fait de l'actualité ;
- Les Lascars Gays, humoristes, ont remplacé un sketch de Jonathan Lambert le 26 février 2011 ;
- Edwy Plenel, journaliste fondateur du site Mediapart, a remplacé Éric Naulleau, alors en déplacement aux États-Unis, le 23 octobre 2010, après avoir été invité lors de l'émission de la semaine précédente.

Une nouveauté était présente en début de saison : les invités recevaient un cadeau. Cependant, à la suite de nombreuses plaintes pour publicité clandestine, ce n'est plus le cas depuis l'émission du 2 octobre 2010.
Jonathan Lambert, en fin de contrat, décide de quitter l'émission. De plus, Laurent Ruquier souhaite renouveler ses chroniqueurs, il décide alors de ne pas reconduire Éric Zemmour et Éric Naulleau pour la prochaine saison.

## Saison 6 (2011-2012)

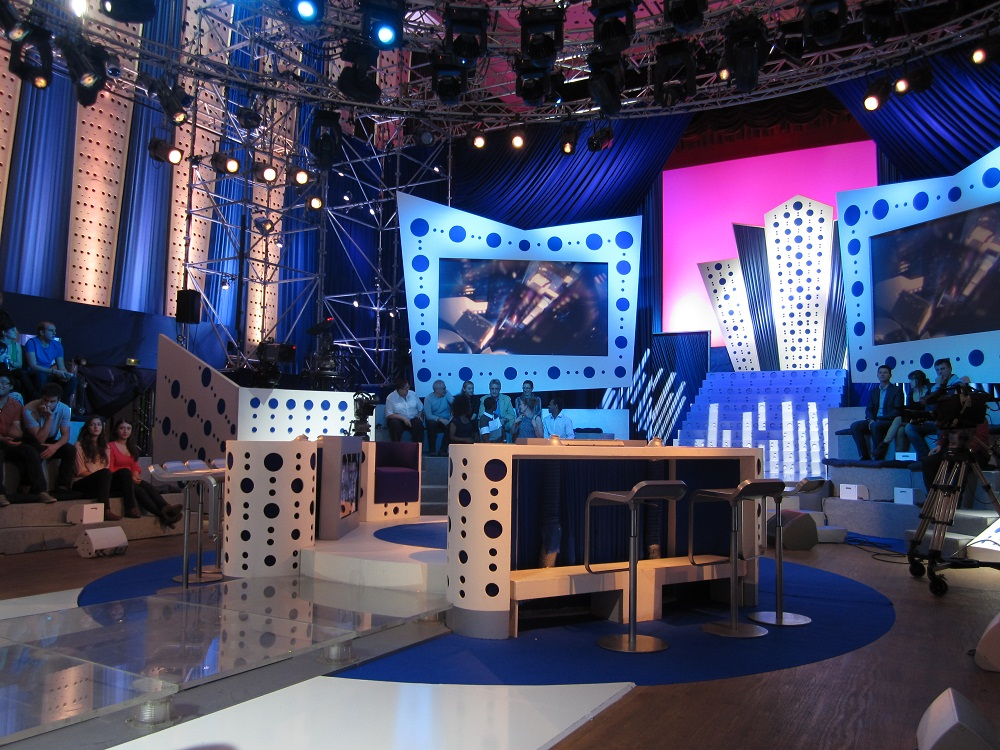
Vue générale du plateau de l'émission (en 2011).

La première de l'émission de la saison 6 a été diffusée le 3 septembre 2011. Laurent Ruquier est alors entouré d'une toute nouvelle équipe, composée des intervenants suivants :
- Natacha Polony, journaliste, chroniqueuse et essayiste française ;
- Audrey Pulvar, journaliste, chroniqueuse et présentatrice de télévision française ;
- Arnaud Tsamere et Jérémy Ferrari, humoristes (2 émissions) ;
- Florian Gazan[4], humoriste (3 émissions).

Audrey Pulvar quitte l'émission de façon précoce en juin 2012 à cause de la nomination de son compagnon de l'époque Arnaud Montebourg au ministère du Redressement productif, ce qui a provoqué une polémique à droite (l'UMP ayant demandé sa démission).

## Saison 7 (2012-2013)
La première de l'émission de la saison a été diffusée le 8 septembre 2012. Laurent Ruquier est entouré, pour la saison 7, des intervenants suivants :
- Natacha Polony, journaliste, chroniqueuse et essayiste française ;
- Aymeric Caron[8], journaliste de télévision et de radio ;
- Jonathan Lambert, humoriste, « le plus régulièrement possible », comme l'a dit Laurent Ruquier le 16 septembre 2012 (présent les 15 septembre 2012, 6 octobre 2012, 3 novembre 2012, 1er décembre 2012, 12 janvier 2013 et 27 avril 2013).

## Saison 8 (2013-2014)
Les intervenants de cette saison sont, autour de Laurent Ruquier :
- Natacha Polony, journaliste, chroniqueuse et essayiste française ;
- Aymeric Caron, journaliste de télévision et de radio ;
- Donel Jack'sman, humoriste (durant les deux premières émissions, mais ses prestations furent coupées au montage)[9] ;
- Nicolas Bedos, dramaturge, metteur en scène et humoriste (chronique « de manière ponctuelle » à partir de la troisième émission)[10],[11].

En février 2014, Natacha Polony annonce son intention de quitter l'émission à la fin de la saison. C'est aussi la dernière saison qui est enregistrée au Studio du Moulin-Rouge.

## Saison 9 (2014-2015)
Cette saison a lieu pour la première fois au Studio Gabriel. La première émission de la saison a été diffusée le 30 août 2014.
Les intervenants de cette saison sont, autour de Laurent Ruquier :
- Léa Salamé, journaliste et présentatrice de télévision française ;
- Aymeric Caron, journaliste de télévision et de radio ;
- Nicolas Bedos, dramaturge et metteur en scène.

| Émissions         | Émissions |
| Date              | Invités |
| ----------------- | --- |
| 30 août 2014      | Cécile Duflot, Frédéric Beigbeder, Michel Aumont, Claude Brasseur, Vincent Lacoste, Reda Kateb et Véronique Poulain     |
| 7 septembre 2014  | Bernard-Henri Lévy, Mélissa Theuriau, Florent Manaudou, Michel Jonasz, Lilly Wood and the Prick et Gautier Battistella  |
| 13 septembre 2014 | Bruno Le Maire, Isabelle Mergault, Shaka Ponk, Jean-Michel Ribes et Patrick Besson                                      |
| 20 septembre 2014 | François Asselineau, Jeanne Herry, Sandrine Kiberlain, Ibrahim Maalouf, Michel Sardou et Florent Piétrus                |
| 27 septembre 2014 | Bernard Kouchner, Diane Dufresne, Gaspard Ulliel, Bertrand Bonello, Laurent Baffie et Louis Bertignac                   |
| 4 octobre 2014    | Daniel Cohn-Bendit, Michel Denisot, Camélia Jordana, Éric Zemmour, Anne Dorval et Xavier Dolan                          |
| 11 octobre 2014   | Hervé Mariton, Franz-Olivier Giesbert, Elsa Zylberstein, José Paul, Patrick Haudecœur et Clara Dupont-Monod             |
| 18 octobre 2014   | Jean-Luc Mélenchon, Arnaud Ducret, Tony Gatlif, Céline Sallette et Adrien Bosc                                          |
| 25 octobre 2014   | Najat Vallaud-Belkacem, Audrey Pulvar, Gérard Miller, Pascale Arbillot, Valérie Karsenti et Charles Pasi                |
| 1er novembre 2014 | Marisol Touraine, Pascal Obispo, Patrick Sabatier, Christine Ockrent, Riad Sattouf                                      |
| 8 novembre 2014   | Gérard Davet, Fabrice Lhomme, Anaïs Croze, Franck Dubosc, Patrick Sébastien, Orlando et Sœur Cristina\|                 |
| 15 novembre 2014  | Rachida Dati, Mathieu Kassovitz, Jean Benguigui, Daniel Guichard, Barbara Schulz                                        |
| 22 novembre 2014  | Jean-Christophe Lagarde, Élise Lucet, Kev Adams, Michel Boujenah, Éric Vuillard                                         |
| 29 novembre 2014  | Ségolène Royal, Stéphane Guillon, Ariane Ascaride, Stéphane Bak, Philippe Geluck et Kendji Girac                        |
| 13 décembre 2014  | Édouard Philippe, Kamel Daoud, Chantal Ladesou, Natacha Polony et Louane Emera                                          |
| 20 décembre 2014  | Nicolas Hulot, Marilou Berry, Michel Vuillermoz, Julien Lepers, Laurence Haïm et Fréro Delavega                         |
| 10 janvier 2015   | Patrick Pelloux, Philippe Geluck, Patrick Timsit, Philippe Besson, Mélanie Thierry et Stanley Weber                     |
| 17 janvier 2015   | Michel Onfray, Marc Lavoine, Radu Mihaileanu, Pascal Demolon et Sarah Suco, Blønd, Blōnd and Blǒnd                      |
| 24 janvier 2015   | François Bayrou, Véronique Sanson, Thomas Legrand, Dominique Pinon, Franck Gastambide et Camille Cottin                 |
| 31 janvier 2015   | Jérôme Guedj, Gérard Darmon, Igor et Grichka Bogdanoff, Serge July, Camille Chamoux                                     |
| 7 février 2015    | Thomas Piketty, Didier Bourdon, Gwendolyn Gourvenec, Arnaud Tsamere, Sylvain Tesson, Lulu Gainsbourg                    |
| 14 février 2015   | Geoffroy Didier, Maxime Chattam, Julien Clerc, Yseult, Yosoji et Jisca Kalvanda                                         |
| 21 février 2015   | Christiane Taubira, Christophe Willem, François Rollin, Philippe Torreton, Hugo Becker et Joyce Bibring                 |
| 28 février 2015   | Roger Karoutchi, Emmanuelle Bayamack-Tam, Maurane, Edwy Plenel, Laetitia Casta et Joséphine Draï                        |
| 7 mars 2015       | José Bové, Françoise Hardy, Louane Emera, Jean-Luc Moreau, Fanny Cottençon, Jean Teulé                                  |
| 14 mars 2015      | Axelle Lemaire, Cali, Saphia Azzeddine, Jean-Pierre Darroussin, François de Closets                                     |
| 21 mars 2015      | Nicolas Hénin et Pierre Torres, Yael Naim, Samuel Benchetrit, Chris Esquerre, Cristiana Reali                           |
| 28 mars 2015      | Fabrice Luchini, Agnès Soral, Bernard Mabille, Régis Jauffret, Clément Daquin et Raphaël Jeanne Vrielynck du groupe ALB |
| 4 avril 2015      | Barbara Pompili, Jean-Paul Gaultier, Gérard Hernandez, Cookie Allez, Olivia Merilahti et Dan Levy du groupe The Dø      |
| 11 avril 2015     | Thierry Solère, Claire Nadeau, Judith Magre, Camille Lacourt, The Avener et Franco Dragone                              |
| 18 avril 2015     | Hervé Falciani, Anne Roumanoff, Raphael, Nagui, Iegor Gran                                                              |
| 25 avril 2015     | Jean Léonetti, Clovis Cornillac, Roselyne Bachelot, Amaury Leveaux, Mustapha El Atrassi                                 |
| 2 mai 2015        | Elsa Di Méo, Jean-Pierre Mocky, Patrick Chesnais, Niels Arestrup, Caroline Fourest, Izia                                |
| 9 mai 2015        | Jean-Luc Mélenchon, Teresa Cremisi, Jean-Pierre Coffe, Bérengère Krief, Grégoire                                        |
| 16 mai 2015       | Jeannette Bougrab, Clémentine Célarié, Thierry Marx, Christophe Alévêque, Soprano                                       |
| 30 mai 2015       | Jean de Boishue, Thibault de Montaigu, Charlotte de Turckheim, Alice Pol, Olivier de Kersauson, Vianney                 |
| 6 juin 2015       | Stéphane Le Foll, Bérengère Bonte, Guy Carlier, Karine Le Marchand, Pierre Lapointe                                     |
| 13 juin 2015      | Jean-Vincent Placé, Ghislaine Ottenheimer, Francis Lalanne, Deniz Gamze Ergüven, Cristina Córdula                       |
| 28 juin 2015      | Conchita Wurst, Jean-Michel Aphatie, Christophe Lambert, Mika, Nicole Ferroni.                                          |

## Saison 10 (2015-2016)
Cette saison a lieu au Studio Gabriel. La première émission de la saison est diffusée le 29 août 2015.
Les intervenants de cette saison sont, autour de Laurent Ruquier :
- Léa Salamé, journaliste et présentatrice de télévision française ;
- Yann Moix, écrivain et cinéaste ;
- Marc-Antoine Le Bret, humoriste et imitateur, lors de certaines émissions ;
- Bérengère Krief, humoriste (uniquement lors de la dixième émission).

La deuxième prestation de Marc-Antoine Le Bret, qui n'a pas fait rire le public, a été coupée au montage. Mais Il est revenu par la suite et ses prestations ont été bien plus appréciées. Il a été présent au total dans les émissions du : 29 août 2015, 26 septembre 2015, 31 octobre 2015, 28 novembre 2015, 19 décembre 2015 et 9 janvier 2016.
Lors de l'émission du 19 septembre 2015, Michel Onfray révèle que le poste de chroniqueur de Yann Moix lui a été proposé, et qu'il l'a refusé.
Le 14 novembre 2015, à la suite des attentats du 13 novembre 2015 en France, France 2 ne souhaite pas diffuser l'émission enregistrée le 12 novembre avec comme invités Malek Boutih, Arash Derambarsh, Mathieu Kassovitz, Alice David, Philippe Lacheau et Enzo ainsi que Ze Fiesta de Patrick Sébastien qui devait être diffusée en première partie de soirée (finalement diffusée les 26 décembre 2015 et 2 janvier 2016). À la place, la chaîne rallonge l'édition spéciale du journal de 20 heures d'une heure, lui faisant durer 2 heures au total et diffuse, tout de suite après, une édition spéciale d'On n'est pas couché dans laquelle des personnalités, politiques et culturelles, font part de leur réaction face aux attentats. L'émission est alors intitulée On est solidaire, et est diffusée en direct et sans public de 22 h à 0 h 15.
Pour l'émission du 16 janvier 2016, Manuel Valls est invité sur le plateau. Il s'agit de la première fois qu’un Premier ministre français en exercice accepte de venir à l'émission, bien que Manuel Valls fût déjà venu en tant que ministre de l'Intérieur et député. L'émission réalise alors ses meilleurs chiffres d'audience de la saison 2015-2016, tant en termes de nombre de téléspectateurs (si on omet l'émission spéciale à la suite des attentats) qu'en parts d’audience.
L'émission du 21 mai 2016 est enregistrée à la Villa Domergue à Cannes, pendant le Festival.
Durant l'enregistrement de la dernière émission de la saison, qui voit également Léa Salamé faire ses adieux aux téléspectateurs de l'émission, une importante panne d'électricité survient après 1 h 45 d'enregistrement. Devant l'impossibilité de reprendre le tournage normalement, la suite de l'émission est filmée à l'aide de smartphones.
| Émissions                                                                                             | Émissions | Émissions     | Émissions | Émissions |
| Date                                                                                                  | Invités | Audience      | PA        | Réf.      |
| --- | --- | ------------- | --------- | --------- |
| 29 août 2015                                                                                          | Michel Houellebecq, Muriel Robin, François Berléand, Christine Angot, Jul et Emmanuel Moire | 1,31 million  | 22,1 %    | [ 17 ]    |
| 5 septembre 2015                                                                                      | Jean-Christophe Cambadélis, Sylvie Vartan, Isabelle Mergault, Catherine Frot, Isabelle Monnin et Cœur de pirate | 1,39 million  | 20,7 %    | [ 18 ]    |
| 12 septembre 2015                                                                                     | Cécile Duflot, Guy Bedos, Patrick Roegiers, Michel Sardou, Marie-Anne Chazel et Thomas Dutronc | 1,60 million  | 26,8 %    | [ 19 ]    |
| 19 septembre 2015                                                                                     | Michel Onfray, Louis Garrel, Vincent Macaigne, Émilie Frèche, Nekfeu et Philippe Martinez | 1,32 million  | 21,4 %    | [ 20 ]    |
| 26 septembre 2015                                                                                     | Nadine Morano, Marc Lavoine, Géraldine Martineau, Xavier Durringer, Frédéric Chau et Geoffroy Lejeune | 1,35 million  | 25,0 %    | [ 21 ]    |
| 3 octobre 2015                                                                                        | Alain Finkielkraut, Bruno Masure, Samuel Benchetrit, Jules Benchetrit, Thomas Guénolé et Marina Kaye | 1,61 million  | 24,5 %    | [ 22 ]    |
| 10 octobre 2015                                                                                       | Claude Bartolone, Michel Drucker, Audrey Fleurot, Dominique Besnehard, Joël Dicker et Shy'm | 1,47 million  | 25,3 %    | [ 23 ]    |
| 17 octobre 2015                                                                                       | Virginie Calmels, Christophe Boltanski, Laurent Baffie, Arielle Dombasle et Églantine Éméyé | 1,54 million  | 19,6 %    | [ 24 ]    |
| 24 octobre 2015                                                                                       | Olivier Besancenot, Patrick Timsit, Patrice Duhamel, Natoo et Grand Corps Malade | 1,74 million  | 26,9 %    | [ 25 ]    |
| 31 octobre 2015                                                                                       | Nicolas Hulot, Jérôme Garcin, Baptiste Lecaplain, Zazie, Leïla Bekhti et Kheiron | 1,47 million  | 22,0 %    | [ 26 ]    |
| 7 novembre 2015                                                                                       | Patrick Kanner, Benjamin Castaldi, Laurent Binet, Valérie Mairesse et Bruno Gaccio | 1,53 million  | 20,6 %    | [ 27 ]    |
| 14 novembre 2015 (émission spéciale On est solidaire)                                                 | Jean-Luc Mélenchon, Édouard Philippe, Jean-Christophe Lagarde, Razzy Hammadi, Catherine Frot, Youssoupha, Sylvie Testud, Arno Klarsfeld, Kheiron, Frédéric Beigbeder, Raphaël Glucksmann, Michèle Laroque, Gérard Jugnot, Michaël Fœssel, Michel Drucker, Gérard Miller, Charles Berling, Manu Payet et Vikash Dhorasoo | 3,24 millions | 22,2 %    | [ 28 ]    |
| 21 novembre 2015                                                                                      | Benoît Hamon, Philippe Lacheau, Alice David, Joël Pommerat, Roger-Pol Droit et Philippe Geluck | 1,69 million  | 23,4 %    | [ 29 ]    |
| 28 novembre 2015                                                                                      | François Bayrou, Patrick Bruel, Valérie Lemercier, Djibril Cissé, Lorànt Deutsch et Nicole Croisille | 1,66 million  | 23,9 %    | [ 30 ]    |
| 12 décembre 2015                                                                                      | Yann Arthus-Bertrand, Corine Marienneau, Vincent Elbaz, Nicole Calfan, Philippe Jaenada, Cyril Dion et L.E.J | 1,49 million  | 20,4 %    | [ 31 ]    |
| 19 décembre 2015                                                                                      | Stéphane Le Foll, Audrey Pulvar, Éric Naulleau, Natacha Polony et Fabrice Éboué | 1,49 million  | 16,8 %    | [ 32 ]    |
| 26 décembre 2015                                                                                      | Best of | 1,20 million  | 16,6 %    | [ 33 ]    |
| 2 janvier 2016                                                                                        | Best of | 1,20 million  | 16,9 %    | [ 34 ]    |
| 9 janvier 2016                                                                                        | Lydia Guirous, Daniel Auteuil, Pauline Lefèvre, Romain Grosjean, Stéphane Guillon et Marcela Iacub | 1,88 million  | 22,1 %    | [ 35 ]    |
| 16 janvier 2016                                                                                       | Manuel Valls, Jean d'Ormesson, Jérémy Ferrari, Gérard Darmon, Patrick Rambaud et Éva Husson | 2,1 millions  | 29,1 %    | [ 36 ]    |
| 23 janvier 2016                                                                                       | Paul Watson, Pamela Anderson, Pascal Demolon, Bénabar, Camille Laurens, Fréro Delavega, François Durpaire et Farid Boudjellal | 1,60 million  | 20,9 %    | [ 37 ]    |
| 30 janvier 2016                                                                                       | Thierry Solère, Arno, Luis Fernandez, Patrick Grainville, Anouchka Delon et Éric-Emmanuel Schmitt | 1,53 million  | 21,1 %    | [ 38 ]    |
| 6 février 2016                                                                                        | Christiane Taubira, Renaud Capuçon, Philippe Torreton, Jean Imbert et Jain | 1,99 million  | 28 %      | [ 39 ]    |
| 13 février 2016                                                                                       | Bernard-Henri Lévy, Michel Cymes, Dave, Kev Adams, Patrick Loiseau et Noémie Caillault | 1,53 million  | 22,4 %    | [ 40 ]    |
| 20 février 2016                                                                                       | Jean-Luc Mélenchon, Pascal Obispo, Samuel Étienne, Thomas Jolly, Mathias Malzieu et Élisabet Maistre (Dionysos) | 1,57 million  | 25,8 %    | [ 41 ]    |
| 27 février 2016                                                                                       | Best of | 840 000       | 18,1 %    | [ 42 ]    |
| 5 mars 2016                                                                                           | Julien Bayou, Edwy Plenel, Isabelle Saporta, Lucien Jean-Baptiste, Baptiste Lecaplain et La Fouine | 1,31 million  | 21,9 %    | [ 43 ]    |
| 12 mars 2016                                                                                          | Nathalie Kosciusko-Morizet, Franz-Olivier Giesbert, Philippe Faucon, Soria Zeroual, Loulou Robert et Axelle Red | 1,22 million  | 19,8 %    | [ 44 ]    |
| 19 mars 2016                                                                                          | Bruno Le Maire, Paul Amar, Igor et Grichka Bogdanoff, Mélanie Thierry et Pénélope Leprévost | 1,34 million  | 20,8 %    | [ 45 ]    |
| 26 mars 2016                                                                                          | Daniel Cohn-Bendit, François Bégaudeau, Kyan Khojandi, Sami Bouajila, Franck Gastambide, Chiara Mastroianni et Alex Vizorek | 1,42 million  | 21,0 %    | [ 46 ]    |
| 2 avril 2016                                                                                          | Thomas Thévenoud, Patrick Sébastien, Alex Beaupain, Gaël Tchakaloff, Diane Kruger et Fabienne Berthaud | 1,42 million  | 21,9 %    | [ 47 ]    |
| 9 avril 2016                                                                                          | Caroline De Haas, Aymeric Caron, Pierre Lemaitre, Liane Foly et Kee Yoon Kim | 1,35 million  | 22,8 %    | [ 48 ]    |
| 16 avril 2016                                                                                         | Pierre Gattaz, Gérald de Palmas, François Ruffin, Manu Payet, Julien Boisselier et Chloé Lambert | 1,49 million  | 22,4 %    | [ 49 ]    |
| 23 avril 2016                                                                                         | Jean-Louis Debré, Joann Sfar, Benjamin Biolay, Amélie Mauresmo, Marc Dugain et Christophe Labbe | 1,44 million  | 22,9 %    | [ 50 ]    |
| 30 avril 2016                                                                                         | Michel Polnareff, Martin Fourcade, Estelle Lefébure, Robin Rivaton, Orelsan et Gringe | 1,49 million  | 23,4 %    | [ 51 ]    |
| 7 mai 2016                                                                                            | Antoine Leiris, Muriel Robin, Michèle Laroque, Pierre Palmade, Philippe Katerine, Pascal Praud et Soan | 1,35 million  | 22,3 %    | [ 52 ]    |
| 21 mai 2016 (émission spéciale depuis Cannes pour le Festival)                                        | Valeria Bruni Tedeschi, Bruno Dumont, Pierre Lescure, Thierry Frémaux, Laetitia Casta, Loubna Abidar, Xavier Dolan, Nathalie Baye, Ariane Labed, Soko, Delphine Coulin, Muriel Coulin, Chantal Ladesou, Julie Depardieu, Jean-François Piège et The Avener                                                              | 1,09 million  | 19,3 %    | [ 53 ]    |
| 28 mai 2016                                                                                           | Jean-François Copé, Guy Carlier, Yvan Attal, Richard Bohringer et Clarika | 1,20 million  | 18,8 %    | [ 54 ]    |
| 4 juin 2016                                                                                           | Florian Philippot, Gaspard Proust, Frédéric Beigbeder, Virginie Lemoine, Claire Castillon et Pascal Nègre | 1,50 million  | 24,9 %    | [ 55 ]    |
| 11 juin 2016                                                                                          | Cécile Duflot, Raphaël Personnaz, Bernard de La Villardière, Nicolas Ker et Nawell Madani | 1,49 million  | 22,7 %    | [ 56 ]    |
| 18 juin 2016                                                                                          | Henri Guaino, Christophe Barratier, Arthur Dupont, Miossec, Catherine Meurisse et Alex Goude | 940 000       | 18,7 %    | [ 57 ]    |
| 25 juin 2016                                                                                          | Olivier Besancenot, Sophie Favier, Séverin, Michel Bussi, Antoine Duléry, Louka Meliava, Jules Ritmanic et Cyril Mendy | 1,52 million  | 18.0 %    | [ 58 ]    |
| 2 juillet 2016                                                                                        | Best of | 663 000       | 8,4 %     | [ 59 ]    |
| 9 juillet 2016                                                                                        | Best of | 624 000       | 10,4 %    | [ 60 ]    |
| 16 juillet 2016                                                                                       | Best of | 739 000       | 11,6 %    | [ 61 ]    |
| 23 juillet 2016                                                                                       | Best of | 632 000       | 10,6 %    | [ 62 ]    |
| 30 juillet 2016                                                                                       | Best of | 640 000       | 10,3 %    | [ 63 ]    |
| 6 août 2016                                                                                           | Best of | 559 000       | 8,7 %     | [ 64 ]    |
| 13 août 2016                                                                                          | Best of | 481 000       | 8,5 %     | [ 65 ]    |
| 20 août 2016                                                                                          | Best of | 558 000       | 7,5 %     | [ 66 ]    |
| Légende Les plus hauts chiffres d'audience de la saison Les plus bas chiffres d'audience de la saison | |               |           |           |

## Saison 11 (2016-2017)
La onzième saison de l'émission débute le samedi 27 août 2016.
Les intervenants de cette saison sont, autour de Laurent Ruquier :
- Vanessa Burggraf, journaliste et présentatrice de télévision ;
- Yann Moix, écrivain et cinéaste ;
- Fary, humoriste, présent dans l'émission du 10 septembre 2016 et annoncé comme intervenant régulier ;
- Nicole Ferroni, présente dans l'émission spéciale Cannes ;
- Jean-Philippe Janssens, présent dans l'émission spéciale Cannes.

L'émission est déclinée en prime-time le 10 septembre 2016. De septembre à fin décembre 2016, l'émission est rediffusée dans une version re-montée le dimanche après-midi à la place de Vivement dimanche.
Le 15 avril 2017, Laurent Ruquier annonce à l'antenne une douzième saison avec Vanessa Burgraff et Yann Moix, mais cette dernière annonce soudainement qu'elle ne fera pas la saison 12. Elle est remplacée par l'écrivaine Christine Angot.
La saison 11 a été suivie en moyenne par 1,26 million de téléspectateurs et 19,0 % de parts d'audience. L'émission est en baisse par rapport à la saison 10 (−270 000 spectateurs et −3,4 % de part de marché, soit la pire saison depuis sa création en 2006).
| Émissions                                                                                             | Émissions | Émissions     | Émissions | Émissions |
| Date                                                                                                  | Invités | Audience      | PA        | Réf.      |
| --- | --- | ------------- | --------- | --------- |
| 27 août 2016                                                                                          | Nathalie Kosciusko-Morizet, Antonin André, Karim Rissouli, Claudio Capéo, Pierre Deladonchamps, François Berléand et Constance Dollé | 1,12 million  | 16 %      | [ 70 ]    |
| 3 septembre 2016                                                                                      | Benoît Hamon, Olivier Rousteing, Bérénice Bejo, Stéphane De Groodt, Nekfeu, S-Crew (Mékra, Framal et 2Zer) et Catherine Cusset | 1,23 million  | 18,9 %    | [ 71 ]    |
| 10 septembre 2016 (prime-time)                                                                        | Virginie Efira, Patrick Timsit et Jean-Luc Mélenchon, avec les apparitions de Christophe Dechavanne, Pierre Coton, Fary, Olivia Côte, Alain Choquette, Vincent Lacoste, Justine Triet, Julien Doré, Jacques Weber, Richard Berry, Stars 80 (Peter et Sloane, Patrick Hernandez, Alec Mansion de Léopold Nord et Vous, Jean Schultheis et Phil Barney), François-Xavier Demaison, Mathilde Panot, Manuel Bompard, Charlotte Girard et Philippe Juraver | 2,13 millions | 12,9 %    | [ 72 ]    |
| 24 septembre 2016                                                                                     | Gérard Collomb, Élie Semoun, Slimane, Clotilde Courau, Marie-Castille Mention-Schaar et Gaël Faye | 1,06 million  | 19,2 %    | [ 73 ]    |
| 1er octobre 2016                                                                                      | Ségolène Royal, Michel Neyret, Raphaël Glucksmann, Cristiana Reali et Robin Causse | 1,38 million  | 22,3 %    | [ 74 ]    |
| 8 octobre 2016                                                                                        | Éric Woerth, Jean Benguigui, Myriam Boyer, Nicole Garcia, Riss, Richard Malka et François Gabart | 1,19 million  | 19,0 %    | [ 75 ]    |
| 15 octobre 2016                                                                                       | Gérard Davet, Fabrice Lhomme, Julien Doré, Kad Merad, Niels Arestrup, Fabrice Luchini et Dany Boon | 1,43 million  | 21,6 %    | [ 76 ]    |
| 22 octobre 2016                                                                                       | Jean d'Ormesson, Sheila, Christophe Hondelatte, Christine Ockrent et Salomé Lelouch | 1,39 million  | 21,8 %    | [ 77 ]    |
| 29 octobre 2016                                                                                       | Emmanuelle Cosse, Alexis Michalik, Guillaume Sentou, Nicolas Bedos, Michaël Cohen, Magyd Cherfi et Patricia Kaas | 1,31 million  | 20,7 %    | [ 78 ]    |
| 5 novembre 2016                                                                                       | Dominique de Villepin, Françoise Hardy, Franck Dubosc, Elsa Zylberstein, Jean Teulé et Arielle Dombasle | 1,34 million  | 19 %      | [ 79 ]    |
| 12 novembre 2016                                                                                      | François Rebsamen, Serge Lama, Thierry Ardisson, Laurent Baffie, Jul, Amelle Chahbi, Lucien Jean-Baptiste et Alexandre Amiel | 1,21 million  | 17 %      | [ 80 ]    |
| 19 novembre 2016                                                                                      | Natacha Polony, Jean-Michel Quatrepoint, Gérard Jugnot, Christophe Dechavanne, Isabelle Aubret, Sadek et Raphaëlle Giordano | 1,42 million  | 18,1 %    | [ 81 ]    |
| 26 novembre 2016                                                                                      | Gilles Legardinier, Patrick Bruel, Inès de La Fressange, Michel Drucker et Dany Saval | 1,52 million  | 19,3 %    | [ 82 ]    |
| 10 décembre 2016                                                                                      | Arnaud Montebourg, Sara Forestier, Vincent Elbaz, François Rollin, Olivier de Kersauson et Maître Gims | 1,34 million  | 22,3 %    | [ 83 ]    |
| 17 décembre 2016                                                                                      | Gilles Kepel, Vianney, Charles Berling, Philippe Geluck et Cristina Córdula | 1,14 million  | 14,3 %    | [ 84 ]    |
| 7 janvier 2017                                                                                        | Vincent Peillon, Didier Barbelivien, Claude Askolovitch, Mazarine Pingeot et François-Xavier Demaison | 1,37 million  | 14,1 %    | [ 85 ]    |
| 14 janvier 2017                                                                                       | Manuel Valls, Guillaume de Tonquédec, Agnès Verdier-Molinié, Fauve Hautot, Nicolas Archambault et Ahmed Sylla | 1,28 million  | 18,2 %    | [ 86 ]    |
| 21 janvier 2017                                                                                       | Jean Lassalle, Claude Sarraute, Thierry Frémaux, Samuel Le Bihan, Pascal Demolon et Nina Leger | 1,26 million  | 18 %      | [ 87 ]    |
| 28 janvier 2017                                                                                       | Rama Yade, Philippe Croizon, Nathalie Baye, Philippe Lacheau, Imany et Philippe Besson | 1,40 million  | 21,5 %    | [ 88 ]    |
| 4 février 2017                                                                                        | François Bayrou, Éric Dupond-Moretti, Kungs, Pierre Arditi, Émilie Dequenne et Lucas Belvaux | 1,42 million  | 23,5 %    | [ 89 ]    |
| 11 février 2017                                                                                       | Michel Onfray, Armel Le Cléac'h, Christophe Alévêque, Titoff, Armelle Deutsch et Christophe | 1,30 million  | 16,8 %    | [ 90 ]    |
| 18 février 2017                                                                                       | Nicolas Dupont-Aignan, Aurélien Bellanger, Jean-Marie Bigard, Olivia Ruiz et Pénélope Bagieu | 1,19 million  | 15 %      | [ 91 ]    |
| 25 février 2017                                                                                       | Thierry Solère, Philippe Poutou, Grégoire Delacourt, Michel Cymes, Nicolas Bedos et Doria Tillier | 1,31 million  | 21,8 %    | [ 92 ]    |
| 4 mars 2017 (400e)                                                                                    | Benoît Hamon, Franz-Olivier Giesbert, Bernard-Henri Lévy, Maxime Vachier-Lagrave et Véronique Sanson | 1,07 million  | 17,3 %    | [ 93 ]    |
| 11 mars 2017                                                                                          | Jean-Luc Mélenchon, Nathalie Arthaud, Jean-Jacques Bourdin, Anne Nivat, Samuel Doux et Albin de la Simone | 1,47 million  | 20,9 %    | [ 94 ]    |
| 18 mars 2017                                                                                          | Florian Philippot, Christophe Castaner, Christophe Ono-dit-Biot, Isabelle Mergault, Clémentine Célarié et Jean-Benoît Patricot | 1,32 million  | 22 %      | [ 95 ]    |
| 25 mars 2017                                                                                          | Hervé Mariton, Nicolas Dupont-Aignan, Jacques Cheminade, Lambert Wilson, Céline Sallette et Isabelle Saporta | 1,25 million  | 20,2 %    | [ 96 ]    |
| 1er avril 2017                                                                                        | Florian Philippot, Patrick Pelloux, François de Rugy, Joyce Jonathan, Philippe Poutou, Féfé et Jean Lassalle | 1,18 million  | 21 %      | [ 97 ]    |
| 8 avril 2017                                                                                          | Jean-Luc Mélenchon, Sophie Davant, Benoît Hamon, Mamane, Antoine Gouy, Nathalie Arthaud et Tété | 1,37 million  | 24,5 %    | [ 98 ]    |
| 15 avril 2017                                                                                         | Les anciens chroniqueurs : Aymeric Caron, Éric Naulleau, Natacha Polony, Audrey Pulvar, Léa Salamé et Éric Zemmour Nicolas Hulot, Claire Hédon, Gaël Tchakaloff, Mourad Boudjellal, Dominique Besnehard et Norman Thavaud | 1,46 million  | 25,1 %    | [ 99 ]    |
| 22 avril 2017                                                                                         | Frédéric Saldmann, Stone, Arthur, Khatia Buniatishvili et Philippe Labro | 1,37 million  | 19,9 %    | [ 100 ]   |
| 29 avril 2017                                                                                         | Bertrand Piccard, Pierre Bénichou, Patrice Leconte, Eddy Moniot, Bertrand Perier et Juliette Armanet | 1,23 million  | 17,8%     | [ 101 ]   |
| 6 mai 2017                                                                                            | Jane Birkin, Marie Myriam, Claude Sérillon, Georgio, Yolande Moreau et Khaled Alouach | 1,31 million  | 17,6 %    | [ 102 ]   |
| 20 mai 2017                                                                                           | Najat Vallaud-Belkacem, Mimie Mathy, Gilles Legardinier, Sylvain Tesson, Benjamin Biolay et Isabelle Boulay | 1,23 million  | 19,1 %    | [ 103 ]   |
| 27 mai 2017 (Émission spéciale festival de Cannes)                                                    | François Ozon, Marine Vacth, Jérémie Renier, Julien Doré, Bérénice Bejo, Michel Hazanavicius, David Lisnard, Gilles Jacob, Raymond Depardon, Bernard Ménez, Vincent Macaigne, Joséphine de Meaux, Sandrine Bonnaire, Pierre Deladonchamps et Laurent Vallet | 778 000       | 14,5 %    | [ 104 ]   |
| 3 juin 2017                                                                                           | Ségolène Royal, Pio Marmaï, Lætitia Colombani, Charles Consigny, Rachida Brakni et Gaëtan Roussel | 1,08 million  | 13,5 %    | [ 105 ]   |
| 10 juin 2017                                                                                          | Joël Pommerat, Matthieu Chedid, Toumani Diabaté, Jean-Christophe Notin, Jean-Paul Rouve, Stéfi Celma et Yvette Leglaire | 968 000       | 15,2 %    | [ 106 ]   |
| 17 juin 2017                                                                                          | Monica Bellucci, Marc Lambron, Camille, Michel Boujenah et Jean-Baptiste Malet | 933 000       | 15,9 %    | [ 107 ]   |
| 24 juin 2017                                                                                          | Best-of | 780 000       | 13,4 %    | [ 108 ]   |
| 1er juillet 2017                                                                                      | Best-of | 904 000       | 12,6 %    | [ 109 ]   |
| 8 juillet 2017                                                                                        | Best-of | 707 000       | 10,2 %    | [ 110 ]   |
| 15 juillet 2017                                                                                       | Best-of | 600 000       | 10,6 %    | [ 111 ]   |
| 22 juillet 2017                                                                                       | Best-of | 662 000       | 10 %      | [ 112 ]   |
| 29 juillet 2017                                                                                       | Best-of | 607 000       | 10,3 %    | [ 113 ]   |
| 5 août 2017                                                                                           | Best-of | 488 000       | 8,9 %     | [ 114 ]   |
| 12 août 2017                                                                                          | Best-of | 486 000       | 9,1 %     | [ 115 ]   |
| 19 août 2017                                                                                          | Best-of | 509 000       | 9,3 %     | [ 116 ]   |
| 26 août 2017                                                                                          | Best-of | 597 000       | 10,1 %    | [ 117 ]   |
| Légende Les plus hauts chiffres d'audience de la saison Les plus bas chiffres d'audience de la saison | |               |           |           |

## Saison 12 (2017-2018)
La douzième saison de l'émission débute le samedi 2 septembre 2017.
Les intervenants de cette saison sont, autour de Laurent Ruquier :
- Christine Angot, romancière et dramaturge ;
- Yann Moix, écrivain et cinéaste ;
- Claire Chazal, en remplacement occasionnel le 4 novembre 2017 de Christine Angot.

Selon Les Inrockuptibles, la saison se caractérise par des audiences en baisse. L'émission qui réunit seulement entre 15 et 21 % de la part d'audience est très loin des 40,2 % de part de marché, score de sa première le 16 septembre 2006. Cet essoufflement serait dû d'après François Jost, professeur en science de l'information et de la communication, à une perte de légitimité des chroniqueurs dans des échanges où la forme a pris le pas sur le fond. François Jost souligne également l'« impopularité de Christine Angot » causée par son « incapacité à dialoguer ». Enfin, les débats souffriraient d'un manque de parité, l'équilibre trouvé avec Naulleau et Zemmour avec une figure de gauche et une autre de droite n'existant plus.
L'émission du 11 mai 2018 est enregistrée à la Villa Domergue à Cannes, pendant le Festival. Elle est diffusée le vendredi au lieu du samedi, réservé pour la diffusion du Concours Eurovision de la chanson 2018.
| Émissions                                                                                             | Émissions | Émissions  | Émissions  | Émissions |
| Date                                                                                                  | Invités | Audience   | PA         | Réf.      |
| --- | --- | ---------- | ---------- | --------- |
| 2 septembre 2017                                                                                      | Jean-Michel Blanquer, Nolwenn Leroy, Saphia Azzeddine, Mathieu Amalric, Jeanne Balibar, Lartiste, Henri Leclerc, Emmanuel Brault | 1 100 000  | 18,4 %     | [ 119 ]   |
| 9 septembre 2017                                                                                      | Claude Guéant, Dominique Wolton, Louis Garrel, Stacy Martin, Francis Huster, Roselyne Bachelot et Michel Fau | 1 150 000  | 16,8 %     | [ 120 ]   |
| 16 septembre 2017                                                                                     | Alexis Corbière, Philippe Besson, Daniel Rondeau, Jean-Marc Mormeck, Florent Pagny, François Berléand, Évelyne Buyle et David Lopez | 1 030 000  | 16,8 %     | [ 121 ]   |
| 23 septembre 2017                                                                                     | Thierry Solère, Delphine Coulin, Denis Podalydès, Gilbert Rozon, Arturo Brachetti, Anaïs Croze et Soan | 1 000 000  | 17,1 %     | [ 122 ]   |
| 30 septembre 2017                                                                                     | Gérard Collomb, Raphael, François Cluzet, Nicolas Vanier, Sandrine Rousseau, Sheila et Éric Romand | 1 190 000  | 19 %       | [ 123 ]   |
| 7 octobre 2017                                                                                        | Stéphane Le Foll, Marina Foïs, Philippe Geluck, Jonas Kaufmann, Philippe Jaenada et Ben Mazué | 975 000    | 17,8 %     | [ 124 ]   |
| 14 octobre 2017                                                                                       | François de Rugy, Jacques Attali, Christophe Hondelatte, Stéphane Guillon, Sarah Biasini, Yvan Cassar et Imany | 1 050 000  | 16,9 %     | [ 125 ]   |
| 21 octobre 2017                                                                                       | Jean-Michel Fauvergue, Claire Berest, Anne Berest, Julien Clerc, Vincent Elbaz, Laurence Arné, Fabien Gorgeart et Clotilde Hesme | 1 270 000  | 21,5 %     | [ 126 ]   |
| 4 novembre 2017                                                                                       | Geoffroy Didier, Marcela Iacub, Christophe Willem, Anny Duperey et Sara Forestier | 1 150 000  | 15,8 %     | [ 127 ]   |
| 11 novembre 2017                                                                                      | MC Solaar, Galia, Vikash Dhorasoo, Jérémy Ferrari, Alexandra Lamy et Nathalie Marchak | 1 380 000  | 19,7 %     | [ 128 ]   |
| 18 novembre 2017                                                                                      | Carla Bruni, Aymeric Caron, Charlotte de Turckheim, Yvan Attal, Camélia Jordana et Tim Dup | 1 440 000  | 19,4 %     | [ 129 ]   |
| 25 novembre 2017                                                                                      | Eddy Mitchell, Alain Finkielkraut, Yannick Haenel, Shaka Ponk, Camille Chamoux et Camille Cottin | 1 270 000  | 17,1 %     | [ 130 ]   |
| 2 décembre 2017                                                                                       | Manuel Valls, Pierre Palmade, JoeyStarr, Philippe Manœuvre, Isabelle Monnin et Marc Dugain | 1 260 000  | 20,4 %     | [ 131 ]   |
| 16 décembre 2017                                                                                      | Raquel Garrido, Calogero, Philippe Caubère, Olivier Guez et Jean-François Larios | 1 030 000  | 10,2 %     | [ 132 ]   |
| 23 décembre 2017                                                                                      | Best-of | 845 000    | 12,5 %     | [ 133 ]   |
| 6 janvier 2018                                                                                        | Benjamin Griveaux, Patrick Timsit, Laure Calamy, Vincent Dedienne, Raphaël Enthoven et Gauvain Sers | 1 170 000  | 18,2 %     | [ 134 ]   |
| 13 janvier 2018                                                                                       | Benoît Hamon, Jean-Baptiste Maunier, Victoria Abril, Hoshi, Constance Debré et Richard Malka | 1 200 000  | 17,9 %     | [ 135 ]   |
| 20 janvier 2018                                                                                       | Jean-Luc Reichmann, Thierry Lopez, Ibeyi, Benjamin Biolay, Mélanie Thierry, Gérard Miller, Sophia Chikirou et Jean-François Forget | 1 020 000  | 15,8 %     | [ 136 ]   |
| 27 janvier 2018                                                                                       | Best-of | 921 000    | 15,4 %     | [ 137 ]   |
| 3 février 2018                                                                                        | Christophe Dechavanne, Nicoletta, Fabrice Éboué, Bernard Lavilliers, Marc Pautrel, Léa Drucker et Xavier Legrand | 1 270 000  | 18,9 %     | [ 138 ]   |
| 10 février 2018                                                                                       | Delphine Batho, Cali, Melody Gardot, Allain Bougrain-Dubourg et Laurent Baffie | 1 250 000  | 18,3 %     | [ 139 ]   |
| 17 février 2018                                                                                       | Jul, Hugo Clément, Grand Corps Malade, Denis Olivennes, Mathias Chichportich, Bruno Solo et Hélène Vincent | 1 160 000  | 13,7 %     | [ 140 ]   |
| 24 février 2018                                                                                       | Adrien Quatennens, Amir, Muriel Robin, Anne Le Nen et Gaspard Koenig | 1 460 000  | 18 %       | [ 141 ]   |
| 3 mars 2018                                                                                           | Olivier Besancenot, Sylviane Agacinski, Eddy de Pretto, Samuel Benchetrit, Vincent Macaigne et Dany Brillant | 1 320 000  | 18,6 %     | [ 142 ]   |
| 10 mars 2018                                                                                          | Virginie Calmels, Éric Dupond-Moretti, Franck Dubosc, Didier Barbelivien, Alain Françon et Anouk Grinberg | 1 200 000  | 17,4 %     | [ 143 ]   |
| 17 mars 2018                                                                                          | Edwy Plenel, Raphaël Personnaz, Lomepal, Nicolas Rey et Natalie Dessay | 1 150 000  | 18,8 %     | [ 144 ]   |
| 24 mars 2018                                                                                          | Cédric Villani, Leïla Bekhti, Jérémie Renier, Yannick Renier, Joël Dicker, Fleur Pellerin, Mathilde Bisson, Philippe Lellouche et Haroun | 1 100 000  | 17,1 %     | [ 145 ]   |
| 31 mars 2018                                                                                          | Daniel Cohn-Bendit, Arié Elmaleh, Barbara Schulz, Jean-Michel Aphatie, André Comte-Sponville et Jean-Philippe Janssens | 1 100 000  | 16,4 %     | [ 146 ]   |
| 7 avril 2018                                                                                          | Bernard-Henri Lévy, Estelle Denis, Mathieu Bermann, Blanca Li et Cats on Trees | 1 200 000  | 18,3 %     | [ 147 ]   |
| 14 avril 2018                                                                                         | François Ruffin, Philippe Sollers, Kheiron, Odile d'Oultremont, Kimberose et Stéphane De Groodt | 1 250 000  | 19 %       | [ 148 ]   |
| 21 avril 2018                                                                                         | Gabriel Attal, Frédéric Beigbeder, Françoise Hardy, Jean-Luc Romero-Michel et Chilla | 1 030 000  | 16,7 %     | [ 149 ]   |
| 28 avril 2018                                                                                         | Thomas Piketty, Philippe Claudel, Daniel Prévost, Patrick Poivre d'Arvor, Clara Luciani et Victor Mercier | 1 090 000  | 17,6 %     | [ 150 ]   |
| 5 mai 2018                                                                                            | Nicole Belloubet, Claire Chazal, Yves Duteil, Claudia Tagbo et Michel Cymes | 1 140 000  | 18,5 %     | [ 151 ]   |
| 11 mai 2018 (émission spéciale Festival de Cannes)                                                    | Javier Bardem, Penélope Cruz, Asghar Farhadi, Oulaya Amamra, Karim Leklou, Romain Gavras, Aïssa Maïga, Firmine Richard, Pierre Deladonchamps, Vincent Lacoste, Christophe Honoré, Victor Polster, Lukas Dhont, Danièle Heymann, Guillemette Odicino et Eddy de Pretto | 481 000    | 9,4 %      | [ 152 ]   |
| 19 mai 2018                                                                                           | Malek Boutih, Sébastien Martinez, Brigitte Lahaie, Aurélie Valognes et Françoise Fabian | 919 000    | 16,6 %     | [ 153 ]   |
| 26 mai 2018                                                                                           | Frédérique Vidal, Lambert Wilson, Hélène Fillières, Guillaume de Tonquédec, Valérie Toranian et Madame Monsieur | 948 000    | 16,4 %     | [ 154 ]   |
| 2 juin 2018                                                                                           | Michel Onfray, Marc Lavoine, Thomas Sotto, Nathalie Helal et Zep | 883 000    | 16,6 %     | [ 155 ]   |
| 9 juin 2018                                                                                           | Christiane Taubira, Alain Chamfort, Franck Ferrand, Emily Atef, Marie Bäumer et Diane Ducret | 1 120 000  | 19,4 %     | [ 156 ]   |
| 16 juin 2018                                                                                          | Best-of | Non connue | Non connue |           |
| 23 juin 2018                                                                                          | Nicolas Dupont-Aignan, Bernie Bonvoisin, Sylvain Tesson, Angélique Kidjo, Jean Benguigui et Pauline Lefèvre | 872 000    | 13,6 %     | ,         |
| 30 juin 2018                                                                                          | Marlène Schiappa, Jean-Claude Van Damme et Julien Leclercq, Juliette Morillot, Cœur de pirate, Nicole Calfan et Grégory Barco | 899 000    | 14,2 %     | ,         |
| Légende Les plus hauts chiffres d'audience de la saison Les plus bas chiffres d'audience de la saison | |            |            |           |

## Saison 13 (2018-2019)
La treizième saison de l'émission débute le samedi 1er septembre 2018.
Les intervenants de cette saison sont, autour de Laurent Ruquier :
- Christine Angot, romancière et dramaturge ;
- Charles Consigny, écrivain et chroniqueur de presse et de télévision français ;

| Émissions                                                                                                 | Émissions | Émissions | Émissions | Émissions         |
| Date | Invités | Audience  | PA        | Réf.              |
| --- | --- | --------- | --------- | ----------------- |
| 1er septembre 2018                                                                                        | Aurélie Filippetti, Philippe Torreton, Vincent Lacoste, William Lebghil, Stéphane Freiss, Florence Darel, Rod Paradot et Boulevard des airs   | 898 000   | 16 %      | ,                 |
| 8 septembre 2018                                                                                          | Pascal Canfin, Pierre Arditi, Isabelle Gélinas, Naidra Ayadi, Thierry Ardisson, Zazie et Jul                                                  | 897 000   | 16,4 %    | ,                 |
| 15 septembre 2018                                                                                         | Alain Finkielkraut, Alain Afflelou, Jain, Gauz, Énora Malagré et François Rollin                                                              | 992 000   | 19,5 %    | ,                 |
| 22 septembre 2018                                                                                         | Cédric Herrou, Olivier Truchot, Alain Marschall, Adeline Dieudonné et Kiddy Smile                                                             | 983 000   | 19,5 %    | ,                 |
| 29 septembre 2018                                                                                         | Ian Brossat, Charles Berling, Nina Bouraoui, Julie Depardieu, Michel Fau et Thomas Dutronc                                                    | 945 000   | 17,6 %    | [ 169 ]           |
| 6 octobre 2018                                                                                            | Boualem Sansal, Philippe Manœuvre, Joyce Jonathan, Romane Bohringer, Philippe Rebbot et Olivia de Lamberterie                                 | 928 000   | 18,0 %    | [ 170 ]           |
| 13 octobre 2018                                                                                           | Raphaël Glucksmann, Gérard Darmon, Pascale Louange, Disiz, Michel Drucker et Caroline Vigneaux                                                | 917 000   | 18,1 %    | [ 171 ]           |
| 20 octobre 2018                                                                                           | Marc-Olivier Fogiel, Clélia Renucci, Muriel Robin, Élie Semoun, Jean-Paul Gaultier et Cristina Córdula                                        | 981 000   | 19,9 %    | [ 172 ]           |
| 27 octobre 2018                                                                                           | Best-of | 711 000   | 15.5 %    | [réf. nécessaire] |
| 3 novembre 2018                                                                                           | Ségolène Royal, Franz-Olivier Giesbert, Samuel Le Bihan, Salomé Lelouch et Océan                                                              | 1 000 000 | 21,4 %    | ,                 |
| 10 novembre 2018                                                                                          | Guillaume Larrivé, Marc Lambron, Philippe Geluck, Pascal Obispo, Roberto Alagna et Aleksandra Kurzak                                          | 968 000   | 12,5 %    | [ 175 ]           |
| 17 novembre 2018                                                                                          | Pierre de Villiers, Zaz, Thibault de Montalembert, Assaâd Bouab, Rio Mavuba et Tony Chapron                                                   | 1 090 000 | 14,2 %    | ,                 |
| 24 novembre 2018                                                                                          | Olivier Faure, Jeanne Added, Messmer, Benoit Solès, Amaury de Crayencour, Ludivine Sagnier et Ramzy Bedia                                     | 958 000   | 14,5 %    | [ 178 ]           |
| 1er décembre 2018                                                                                         | Olivier Besancenot, Fary, Pierre Notte, Patrick Bruel, Élodie Bouchez et Jeanne Herry                                                         | 1 010 000 | 16,3 %    | ,                 |
| 8 décembre 2018                                                                                           | Pas d'émission en raison de la diffusion du Téléthon sur France 2.                                                                            |           |           | [ 181 ]           |
| 15 décembre 2018                                                                                          | Patrick Vignal, François Morel, Jonathan Cohen, Camille Chamoux, Robert Charlebois, Raquel Garrido et Benjamin Cauchy (gilet jaune)           | 906 000   | 13,1 %    | ,                 |
| 22 décembre 2018                                                                                          | Edwy Plenel, Christine Ockrent, Nicolas Mathieu, Audrey Lamy, Louis-Julien Petit et Angèle                                                    | 1 120 000 | 16,9 %    | ,                 |
| 29 décembre 2018                                                                                          | Pas d'émission |           |           | [ 186 ]           |
| 5 janvier 2019                                                                                            | Best-of | 464 000   | 13,1 %    | [ 187 ]           |
| 12 janvier 2019                                                                                           | Mounir Mahjoubi, Chantal Ladesou, Patrick Timsit, Yann Moix et Pierre Vignon                                                                  | 903 000   | 17,6 %    | ,                 |
| 19 janvier 2019                                                                                           | Thomas Porcher, Patrick Rambaud, Catherine Hiegel, François Bégaudeau, Vaimalama Chaves et Foé                                                | 953 000   | 16,1 %    | [ 190 ]           |
| 26 janvier 2019                                                                                           | Bernard-Henri Lévy, Michèle Cotta, Philippe Val, Michèle Laroque et François Berléand                                                         | 936 000   | 19,1 %    | ,                 |
| 2 février 2019                                                                                            | Jean-François Copé, Laurent Alexandre, Lambert Wilson, Pauline Cheviller, Jérémy Frérot, Jérémie Moreau, Olivier Gourmet et Antoine Raimbault | 956 000   | 16,9 %    | ,                 |
| 9 février 2019                                                                                            | Julien Denormandie, Alain-Fabien Delon, Raphaël Enthoven, André Dussollier et Lou Doillon                                                     | 964 000   | 15,6 %    | ,                 |
| 16 février 2019                                                                                           | Yannick Jadot, Gilles Leroy, Emmanuel Moire, Franck Gastambide et Valeria Bruni Tedeschi                                                      | 814 000   | 14,6 %    | ,                 |
| 23 février 2019                                                                                           | Didier Guillaume, Juliette Binoche, Gérard Darmon, Riton Liebman et Tété                                                                      | 773 000   | 15,1 %    | ,                 |
| 2 mars 2019                                                                                               | Cédric Villani, Roselyne Bachelot, Clémentine Autain, Jérémie Elkaïm et Claudio Capéo                                                         | 920 000   | 16,4 %    | ,                 |
| 9 mars 2019                                                                                               | Marlène Schiappa, Jean Teulé, Cécile de France, Yolande Moreau et Diane Gontier                                                               | 1 140 000 | 16,5 %    | ,                 |
| 15 mars 2019                                                                                              | Jean-Baptiste Djebbari, Christian Spitz, Valentin Spitz, Camille Lacourt, Jean-Luc Moreau, Nicole Calfan et Hugo Viel                         | 849 000   | 12,2 %    | [ 205 ]           |
| 23 mars 2019                                                                                              | Georges Kiejman, Grégoire Delacourt, Kevin Razy, Macha Méril et Stéphan Druet                                                                 | 948 000   | 15,1 %    | ,                 |
| 30 mars 2019                                                                                              | François Ruffin, Gilles Perret, Xavier de Moulins, Anne Le Nen, Camélia Jordana, Niels Schneider et Helena Noguerra                           | 797 000   | 18,7 %    | ,                 |
| 6 avril 2019                                                                                              | Ismaël Emelien, David Amiel, Artus, Christine Chamard, Philippe Manœuvre et Julia (victime d'une agression physique transphobe)               | 967 000   | 13,6 %    | [ 210 ]           |
| 13 avril 2019                                                                                             | Christian Chesnot, Georges Malbrunot, Liliane Rovère, Pio Marmaï, Céline Sallette, Jérémy Ferrari et Mamane                                   | 837 000   | 14,1 %    | ,                 |
| 20 avril 2019                                                                                             | Camille Pascal, Marie-Christine Barrault, Isabelle de Gaulmyn, Lang Lang, Marion Bartoli et Jamy Gourmaud                                     | 817 000   | 17,2 %    | ,                 |
| 27 avril 2019                                                                                             | Frank Berton, Elsa Vigoureux, Bilal Hassani, Kev Adams et Patricia Loison                                                                     | 830 000   | 21,4 %    | ,                 |
| 4 mai 2019                                                                                                | Roméo Elvis, Pierre Palmade, Tina Kieffer, Alban Lenoir et Cédric Le Gallo                                                                    | 1 090 000 | 17,6 %    | ,                 |
| 11 mai 2019                                                                                               | Hella Kherief, Hélène Darroze, Khatia Buniatishvili, Jean-Luc Choplin, Charline Vanhoenacker, Guillaume Meurice et Cami                       | 1 170 000 | 18,1 %    | ,                 |
| 18 mai 2019                                                                                               | Pas d'émission en raison de la diffusion du Concours Eurovision de la chanson 2019 sur France 2.                                              |           |           | [ 221 ]           |
| 25 mai 2019                                                                                               | Marc Dugain, Shy'm, Sébastien Pétronin, Alix Poisson et Laurent Stocker                                                                       | 944 000   | 14,3 %    | ,                 |
| 1er juin 2019                                                                                             | Ginette Kolinka, Emmanuel Pierrat, Franz-Olivier Giesbert, Jonathan Lambert, Déborah François et Paul Hamy                                    | 825 000   | 14,2 %    | ,                 |
| 8 juin 2019                                                                                               | Serge Romana, Dominique Sopo, Frédéric Régent, Sophie Coignard, Philippe Besson et Vanille                                                    | 928 000   | 15,8 %    | ,                 |
| Légende - Les plus hauts chiffres d'audience de la saison - Les plus bas chiffres d'audience de la saison | |           |           |                   |

## Saison 14 (2019-2020)
En juin 2019, Laurent Ruquier annonce qu'il « n'y aura pas de duo pour remplacer ou succéder à Christine Angot et Charles Consigny » et que la « saison prochaine, les journalistes, éditorialistes ou témoins de l'actualité qui seront présents sur le plateau seront différents chaque semaine »,. Il y aura plus de chroniqueurs (parfois, deux, trois ou quatre), ainsi qu'un humoriste différent chaque semaine. La posture de l'émission évolue, Laurent Ruquier déclarant que « ONPC va essayer de prendre le contre-pied, avec un état d’esprit plus positif et bienveillant, tout en restant critique. On essaiera au contraire de démonter les buzz et les fausses polémiques ». La séquence de début en stand-up (« flop-ten ») disparaît ; ainsi le présentateur et les invités seront assis dès le début de l'émission.
Pour cette saison 14, le décor du studio est complètement revu, bien que l'émission soit toujours enregistrée au Studio Gabriel.
La première a eu lieu le samedi 31 août 2019.
La 500e émission d'On n'est pas couché a eu lieu le samedi 30 novembre 2019.
| Émissions                                                                                                 | Émissions                                                                                          | Émissions | Émissions                                                                                          | Émissions                                                                                          | Émissions                                                                                          | Émissions |
| Date | Chroniqueurs                                                                                       | Invités | Humoriste                                                                                          | Audience                                                                                           | PA                                                                                                 | Réf.      |
| --- | -------------------------------------------------------------------------------------------------- | --- | -------------------------------------------------------------------------------------------------- | -------------------------------------------------------------------------------------------------- | -------------------------------------------------------------------------------------------------- | --------- |
| 31 août 2019                                                                                              | Franz-Olivier Giesbert et Adèle Van Reeth                                                          | Adrien Taquet, Yann Moix, Gilles Rozier, Lionel Duroy, Grand Corps Malade, Zita Hanrot, Zabou Breitman, Micha Lescot, Antoine Elie             | Thomas VDB                                                                                         | 878 000                                                                                            | 14,9 %                                                                                             | ,         |
| 7 septembre 2019                                                                                          | Gilles Martin-Chauffier et Géraldine Muhlmann                                                      | Gaspard Gantzer, Isabelle Saporta, Muriel Robin, Cédric Klapisch, François Civil, Sonia Mabrouk, Olivier Adam, Alex Ramirès, Maxime d'Aboville | Alex Ramirès                                                                                       | 776 000                                                                                            | 14,6 %                                                                                             | ,         |
| 14 septembre 2019                                                                                         | Étienne Gernelle et Fabrice Nicolino                                                               | Ségolène Royal, Gaël Tchakaloff, Sylvie Testud, Éric Elmosnino, Sandrine Bonnaire, Pierre Lemaitre, Rilès                                      | Les Décaféinés                                                                                     | 715 000                                                                                            | 15,9 %                                                                                             | ,         |
| 21 septembre 2019                                                                                         | Valérie Trierweiler et Adèle Van Reeth                                                             | François-Xavier Bellamy, Théo Curin, Victoria Mas, Lorànt Deutsch, Gérard Darmon                                                               | | 774 000                                                                                            | 17,3 %                                                                                             | ,         |
| 28 septembre 2019                                                                                         | Pas d'émission en raison de la diffusion des Championnats du monde d'athlétisme 2019 sur France 2. | Pas d'émission en raison de la diffusion des Championnats du monde d'athlétisme 2019 sur France 2.                                             | Pas d'émission en raison de la diffusion des Championnats du monde d'athlétisme 2019 sur France 2. | Pas d'émission en raison de la diffusion des Championnats du monde d'athlétisme 2019 sur France 2. | Pas d'émission en raison de la diffusion des Championnats du monde d'athlétisme 2019 sur France 2. | [ 240 ]   |
| 5 octobre 2019                                                                                            | Pas d'émission en raison de la diffusion des Championnats du monde d'athlétisme 2019 sur France 2. | Pas d'émission en raison de la diffusion des Championnats du monde d'athlétisme 2019 sur France 2.                                             | Pas d'émission en raison de la diffusion des Championnats du monde d'athlétisme 2019 sur France 2. | Pas d'émission en raison de la diffusion des Championnats du monde d'athlétisme 2019 sur France 2. | Pas d'émission en raison de la diffusion des Championnats du monde d'athlétisme 2019 sur France 2. |           |
| 12 octobre 2019                                                                                           | Gaël Tchakaloff et Raphaël Enthoven                                                                | Aurélien Taché, Véronique Genest, Black M, Claire Berest et Xavier Gorce                                                                       | | 698 000                                                                                            | 10 %                                                                                               | ,         |
| 19 octobre 2019                                                                                           | Adèle Van Reeth et Christophe Ono-dit-Biot                                                         | Éric Piolle, Antoine Leiris, Florent Pagny, Richard Berry et Adel Abdessemed                                                                   | | 688 000                                                                                            | 9,8 %                                                                                              | ,         |
| 26 octobre 2019                                                                                           | Philippe Besson et Sonia Mabrouk                                                                   | Céline Alvarez, Jean-Michel Aphatie, Charlotte Gainsbourg, Yvan Attal, Alice Dufour, Guillaume de Tonquédec et Santiago Amigorena              | | 862 000                                                                                            | 14,2 %                                                                                             | ,         |
| 2 novembre 2019                                                                                           | Gaël Tchakaloff et Franz-Olivier Giesbert                                                          | Guillaume Peltier, Sylvain Tesson, Kev Adams, Bon Entendeur, Daniel Auteuil et Doria Tillier                                                   | | 822 000                                                                                            | 16,1 %                                                                                             | ,         |
| 9 novembre 2019                                                                                           | Raphaël Enthoven et Géraldine Muhlmann                                                             | François Ruffin, Arnaud Ducret, Pauline Delassus, Alain Sachs et Dave                                                                          | | 858 000                                                                                            | 11 %                                                                                               | ,         |
| 16 novembre 2019                                                                                          | Valérie Trierweiler et Philippe Geluck                                                             | Camille Beaurain, Olivier Rousteing, Anissa Bonnefont, Philippe Katerine, Alison Wheeler, Joann Sfar, Gabriel Gosse et Anne Shirley            | | 989 000                                                                                            | 15,4 %                                                                                             | ,         |
| 23 novembre 2019                                                                                          | Adèle Van Reeth et Nicolas Poincaré                                                                | Julien Denormandie, Olivier de Kersauson, Garou, Salim Ejnaïni, Robert Guédiguian et Ariane Ascaride                                           | | 822 000                                                                                            | 14,6 %                                                                                             | ,         |
| 30 novembre 2019                                                                                          | Gaël Tchakaloff et Jul                                                                             | Vikash Dhorasoo, Franck Dubosc, Élie Semoun, Kaouther Adimi et Wendie Renard                                                                   | | 795 000                                                                                            | 12,3 %                                                                                             | ,         |
| 7 décembre 2019                                                                                           | Pas d'émission en raison de la diffusion du Téléthon sur France 2.                                 | Pas d'émission en raison de la diffusion du Téléthon sur France 2.                                                                             | Pas d'émission en raison de la diffusion du Téléthon sur France 2.                                 | Pas d'émission en raison de la diffusion du Téléthon sur France 2.                                 | Pas d'émission en raison de la diffusion du Téléthon sur France 2.                                 |           |
| 14 décembre 2019                                                                                          | Adèle Van Reeth et Claude Askolovitch                                                              | Patricia Tourancheau, Etienne Sesmat, Denis Robert, Anne Roumanoff, Cristina Córdula, André Manoukian, Marc Lambron et Mourad Tsimpou          | | 899 000                                                                                            | 12 %                                                                                               | ,         |
| 21 décembre 2019                                                                                          | Rama Yade et Philippe Besson                                                                       | Emmanuelle Pouydebat, Michel Cymes, Jean-Louis Aubert, Max Boublil, Alice Isaaz et Fabrice Éboué                                               | | 817 000                                                                                            | 9,9 %                                                                                              | ,         |
| 11 janvier 2020                                                                                           | Valérie Trierweiler et Nicolas Poincaré                                                            | Jean-Paul Rouve, Alice Taglioni, Pierre Rosanvallon, Blandine de Caunes, Chloé Verlhac et Tim Dup                                              | | 735 000                                                                                            | 10,3 %                                                                                             | ,         |
| 18 janvier 2020                                                                                           | Gaël Tchakaloff et Géraldine Muhlmann                                                              | Linda Kebbab, Frédéric Beigbeder, Georges-Marc Benamou, Frédéric Chau, Alex Lawther, Bruno Solo et Mélanie Page                                | | 809 000                                                                                            | 14,4 %                                                                                             | ,         |
| 25 janvier 2020                                                                                           | Adèle Van Reeth et Romain Goupil                                                                   | Emmanuel Todd, Alexis Michalik, Juliette Delacroix, Richard Anconina, Xavier Durringer, The Avener et Sophie Vénétitay                         | | 823 000                                                                                            | 13,8 %                                                                                             | ,         |
| 1er février 2020                                                                                          | Laetitia Krupa et Philippe Besson                                                                  | Gérard Araud, Bill François, Régis Arnaud, Yann Rousseau, Jérémy Ferrari et Catherine Lara                                                     | | 807 000                                                                                            | 14,8 %                                                                                             | ,         |
| 8 février 2020                                                                                            | Valérie Trierweiler et Nicolas Poincaré                                                            | Ulrich Cabrel, Etienne Longueville, Pierre Assouline, Guillaume Néry, François Berléand, François-Xavier Demaison et Clara Luciani             | | 820 000                                                                                            | 14,6 %                                                                                             | ,         |
| 15 février 2020                                                                                           | Franz-Olivier Giesbert et Abnousse Shalmani                                                        | Hugo Huon, Anne Berest, Lolita Chammah, Thibault Bérard, Philippe Manœuvre et Waly Dia                                                         | | 673 000                                                                                            | 11,4 %                                                                                             | ,         |
| 22 février 2020                                                                                           | Laetitia Krupa et Claude Askolovitch                                                               | Galia Ackerman, Denis Olivennes, Emmanuelle Richard, Abdelilah Laloui, Bérengère Krief, Philippe Rebbot et Mélanie Bernier                     | | 759 000                                                                                            | 15,5 %                                                                                             | ,         |
| 29 février 2020                                                                                           | Gaël Tchakaloff et Philippe Besson                                                                 | Thomas Porcher, Pierre-Jean Chalençon, Jonathan Lehman, Jannick Alimi, Frederic Delpech, Marc Lavoine et Benjamin Siksou                       | | 899 000                                                                                            | 17 %                                                                                               | ,         |
| 7 mars 2020                                                                                               | Géraldine Muhlmann et Franz-Olivier Giesbert                                                       | Edwy Plenel, Ixchel Delaporte, Panayotis Pascot, Cali, Nicolas Vaude et Chloé Lambert                                                          | | 874 000                                                                                            | 17,5 %                                                                                             | ,         |
| 14 mars 2020                                                                                              | Gaël Tchakaloff                                                                                    | Caroline Boudet, Melha Bedia, Kad Merad, Claudia Tagbo, Béatrice Uria-Monzon et Didier Roustan                                                 | | 952 000                                                                                            | 8 %                                                                                                | ,         |
| 23 mai 2020                                                                                               | Valérie Trierweiler et Philippe Besson                                                             | Tonino Benacquista, Camélia Jordana, Yannick Jadot, Aurélie Jean et Franck Gastambide                                                          | | 628 000                                                                                            | 9 %                                                                                                | ,         |
| 30 mai 2020                                                                                               | Laetitia Krupa et Claude Askolovitch                                                               | François Ruffin, Joël Dicker, Jean Rouaud, Ghislaine Arabian et Sophie Tapie                                                                   | | 875 000                                                                                            | 10,5 %                                                                                             | ,         |
| 6 juin 2020                                                                                               | Gaël Tchakaloff et Nicolas Poincaré                                                                | Éric Dupond-Moretti, Adèle Van Reeth, Franz-Olivier Giesbert, Allain Bougrain-Dubourg et Hoshi                                                 | | 832 000                                                                                            | 9,5 %                                                                                              | ,         |
| 13 juin 2020                                                                                              | Valérie Trierweiler et Christophe Ono-dit-Biot                                                     | Francis Rocard, Rebecca Lighieri, Thomas Dutronc, Arielle Dombasle et Tanguy Pastureau                                                         | | 796 000                                                                                            | 9,4 %                                                                                              | ,         |
| 20 juin 2020                                                                                              | Laetitia Krupa et Claude Askolovitch                                                               | Bernard-Henri Lévy, Olivia Ruiz, Jean-Pascal Zadi, Manuel Carcassonne et Claudio Capéo                                                         | | 624 000                                                                                            | 10,4 %                                                                                             | ,         |
| 27 juin 2020                                                                                              | Gaël Tchakaloff et Philippe Besson                                                                 | Nicole Bacharan, Romain Sardou, Pénélope Bagieu, Philippe Torreton et Benjamin Biolay                                                          | | 541 000                                                                                            | 7,8 %                                                                                              | ,         |
| 4 juillet 2020                                                                                            | Léa Salamé et Philippe Geluck                                                                      | Jonathan Lambert, Lola Dubini, Mister Mat, Marc-Antoine Le Bret, Saphia Azzeddine, Chiloo et Amir                                              | | 888 000                                                                                            | 12,2 %                                                                                             | ,         |
| Légende - Les plus hauts chiffres d'audience de la saison - Les plus bas chiffres d'audience de la saison | | | | | |           |